# رضاعة الذكور
يعني مصطلح رضاعة الذكور في علم الحيوان إنتاج الحليب من الغدد الثديية في وجود المحفزات الفسيولوجية المرتبطة بالرضع. نظهر تلك الظاهرك بشكل موثق جيدًا في خفافيش الفاكهة.
لا يستخدم مصطلح رضاعة الذكور في الطب البشري. وقد استخدم في الأدب الشعبي، مثل وصف ظاهرة ثر اللبن في الذكور للويز إردريش، وهي حالة موثقة جيدًا في البشر.
يمكن أن ينتج الأطفال حديثي الولادة من كلا الجنسين الحليب في بعض الأحيان؛ وهذا ما يسمى بحليب حديثي الولادة (المعروف أيضًا باسم "حليب الساحرة") ولا يعتبر شكلًا من أشكال رضاعة الذكور.
مثلت الرضاعة في الذكور أهمية لألكسندر فون همبولت، الذي أفاد في رحلات مواطنه أوكس ريجيونس إكينوكساليس دو نوفياو من قرية أريناس (بالقرب من كومانا) الذي زعم رعايته وإرضاعه لابنه لمدة ثلاثة أشهر في غياب زوجته  وكذلك تشارلز داروين، الذي علق عليه في "نزول الإنسان"، واختيار الشريك في العلاقة الجنسية (1871):
ومن المعروف جيدًا أنه في الذكور من جميع الثدييات، بما في ذلك الإنسان، توجد أثداء بدائية. وقد أصبحت هذه الحالة في حالات عديدة متطورة، وأسفرت عن إمدادات وافرة من الحليب. وتظهر هويتهم الأساسية في كلا الجنسين أيضًا من خلال الإثارة العصبية الودية بين الحين والآخر خلال فترات انتشار الحصبة.

## التطور وعلم الأحياء
وقد لوحظت حاجة الثدييات الذكور من العديد من الأنواع إلى الرضاعة في ظل ظروف غير عادية أو الظروف مسببة للأمراض مثل الإجهاد الشديد، والخصاء والتعرض لإستروجينات النباتية، أو أورام الغدة النخامية. ولذلك، فمن المفترض أنه يمكن لمعظم الثدييات الذكور بسهولة تطوير القدرة على الإرضاع، وليس هناك ميزة انتقائية للرضاعة في الذكور. في حين يمكن للثدييات الذكور، من الناحية النظرية، تحسين معدل بقاء النسل من خلال التغذية الإضافية التي تقدمها الرضاعة، وضعت استراتيجيات أخرى لزيادة عدد النسل على قيد الحياة، مثل التزاوج مع شركاء إضافيين. في الوقت الحاضر، يوجد عدد قليل جدًا من الأنواع المعروفة حيث تحدث ظاهرة رضاعة الذكور وليس من المفهوم جيدًا ما العوامل التطورية المتحكمة في تطوير هذه الصفة.

## الرضاعة الحيوانية غير البشرية
تحدث ظاهرة الرضاعة لدى الذكور في بعض الأنواع الأخرى، وخاصةً خفاش الفاكهة، وقد تساعد الذكور المرضعات في الرضاعة الطبيعية لرضيعهم . وبالإضافة إلى ذلك، فإن ذكور الماعز معروفة بمشاركتها في الرضاعة في بعض الأحيان.

## الرضاعة البشرية
لوحظت ظاهرة نجاح الرضاعة الطبيعية للذكور من الذكور في العديد من الحالات. ومع ذلك، فإن الحالات ليست موثقة بما فيه الكفاية للسماح بالتمييز بين تلك الظاهرة واحتمال الإصابة بمرض ثر اللبن.
بعد ذلك نظر داروين في وظيفة مثالية تقريبًا لحلمات الذكور على النقيض من هيكلها المتقلص إلى حد كبير مثل حويصلة البروستاتا، وفرض تكهنات بأن كلا الجنسين قد قاما بإرضاع الأطفال في أسلاف الثدييات في وقت مبكر، وتطورت الثدييات في وقت لاحق لتعطيل تلك القدرة في الذكور في سن مبكرة.